# فندق ماندارين أورينتال (سنغافورة)
ماندارين أورينتال، سنغافورة فندق فاخر يقع في مارينا سنتر جانب من مركز مارينا سكوير التجاري وبالقرب صن تيك سيتي,
موطنا لواحد من أكبر مراكز المؤتمرات في آسيا والمحيط الهادي - مركز سونتيك سنغافورة الدولي للمؤتمرات والمعارض، والحي المالي في المدينة.
يضم الفندق 527 غرفة وجناحا، 6 مطاعم وسبا.

## معرض الصور

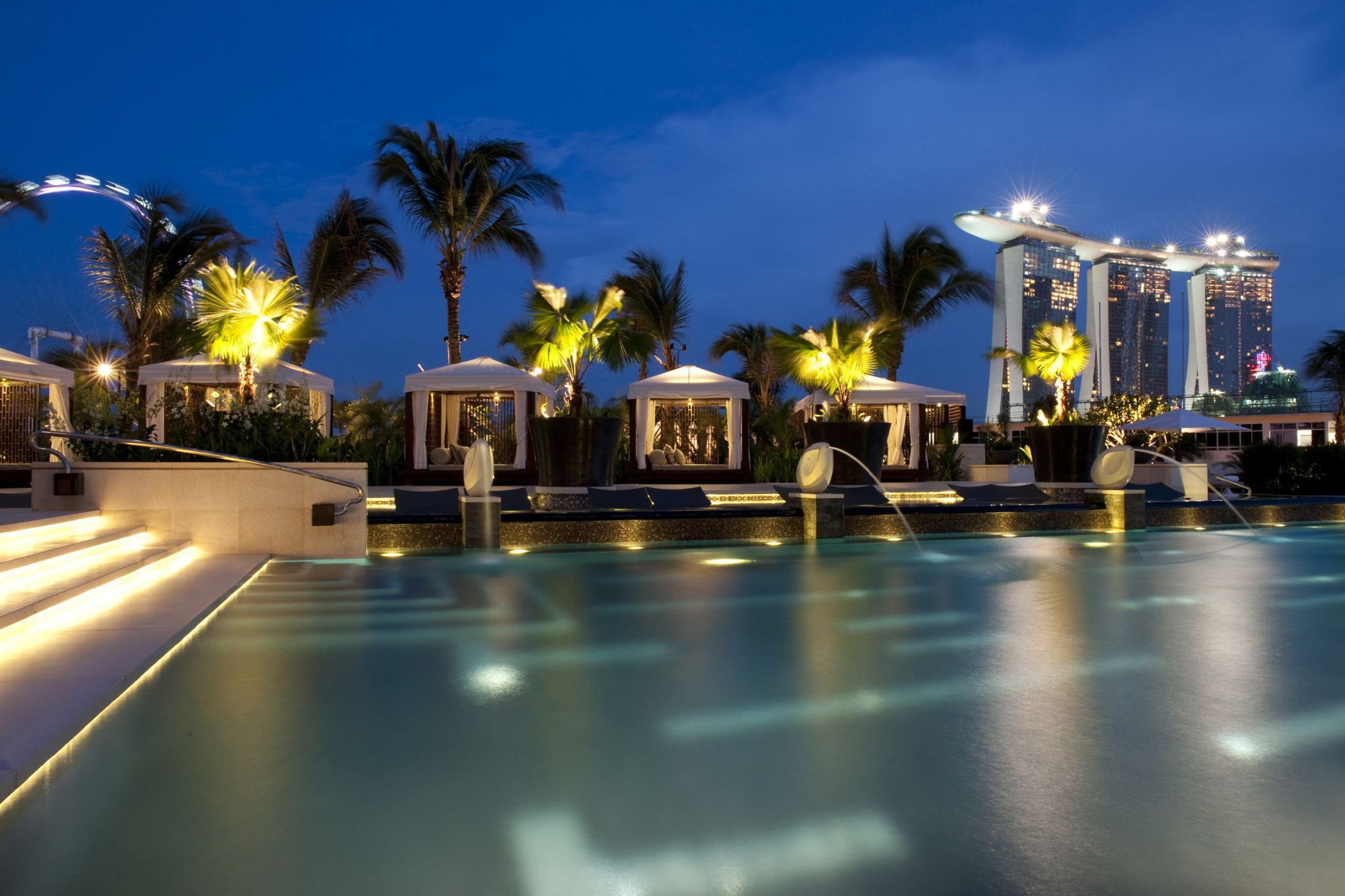
حوض السباحة في ماندارين أورينتال، سنغافورة
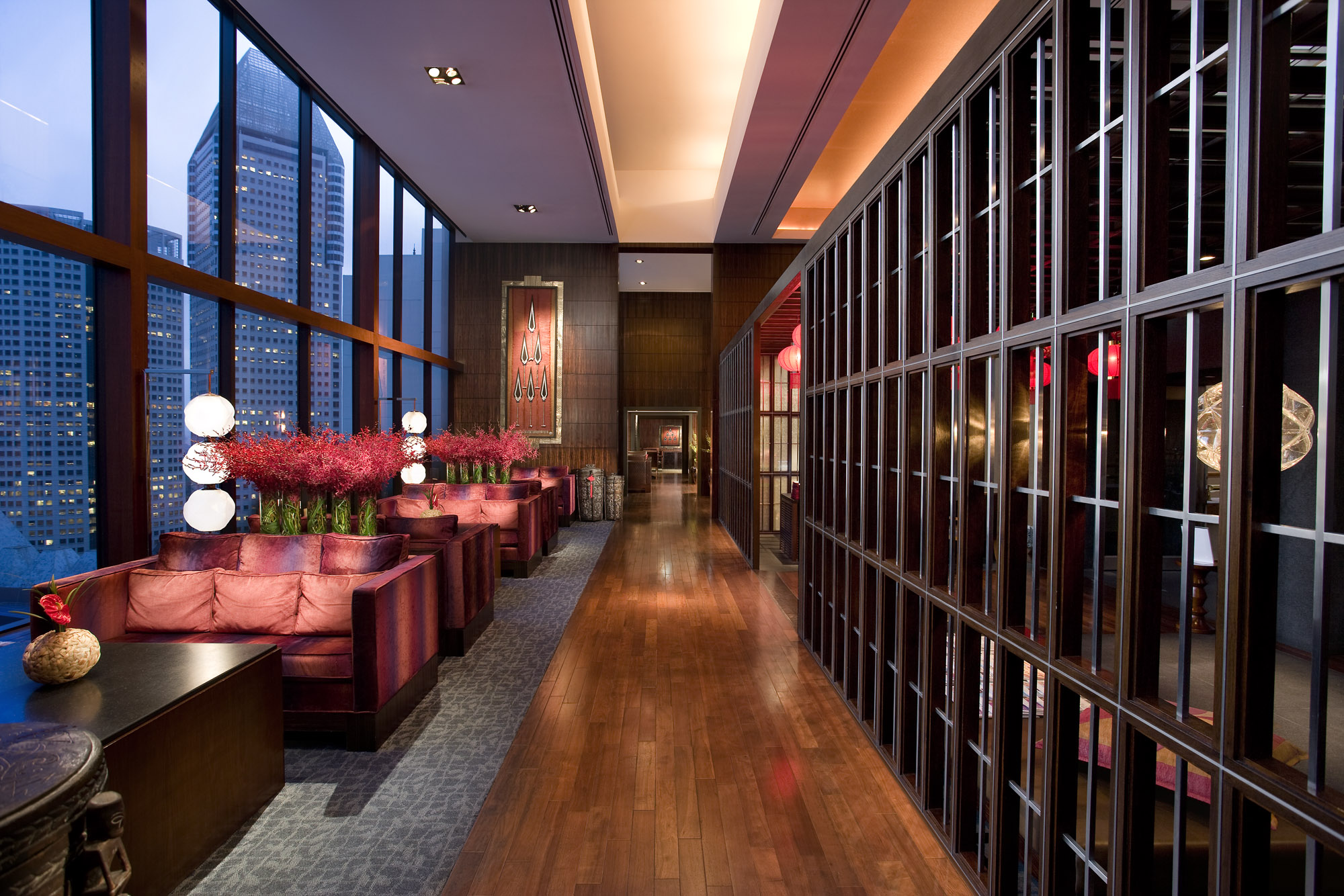
نادي أورينتال في ماندارين أورينتال، سنغافورة
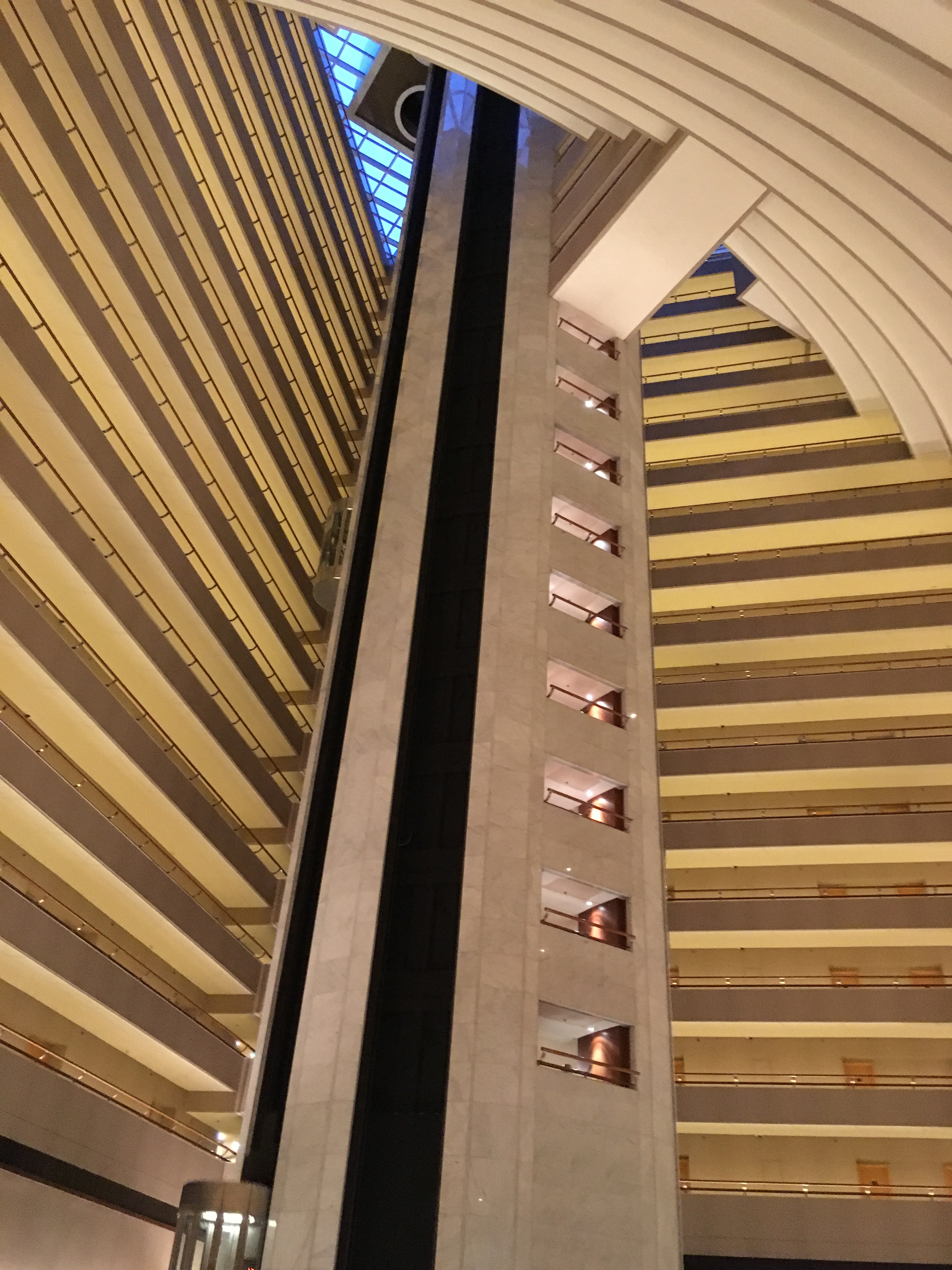
إطلالة داخلية لماندرين أورينتال، سنغافورة

## وصلات خارجية
- ماندرين أورينتال، سنغافورة